# Orphin
Orphin település Franciaországban, Yvelines megyében. Lakosainak száma 879 fő (2022. január 1.). Orphin Écrosnes, Émancé, Gazeran, Orcemont, Prunay-en-Yvelines és Auneau-Bleury-Saint-Symphorien községekkel határos.

## Népesség
A település népességének változása:
| Lakosok száma | 899  | 898  | 924  | 898  | 895  | 883  | 882  | 880  | 879  |
|               | 2013 | 2015 | 2016 | 2017 | 2018 | 2019 | 2020 | 2021 | 2022 |